# Jan van Aken
Pour les articles homonymes, voir Jan van Aken (homonymie) et van Aken.
Jan Paul van Aken, né le 1er mai 1961 à Reinbek, est un homme politique allemand, actif au sein de Greenpeace et du parti Die Linke.

## Biographie
Jan van Aken entre au Bundestag lors des élections législatives de 2009 après avoir été inscrit sur les listes électorales de Die Linke à Hambourg. Il est vice-président du groupe parlementaire de Die Linke de 2009 à 2011. Il est de nouveau candidat de ce parti aux élections de 2013, au terme desquelles il est réélu. Il perd son mandat de député en 2017. 
Le 19 octobre 2024, il est élu co-président de son parti, en tandem avec Ines Schwerdtner. 
Il est de nouveau candidat comme tête de liste avec Heidi Reichinnek aux élections législatives en 2025 et est élu député.